# La Puebla de los Infantes
La Puebla de los Infantes är en ort i Spanien.   Den ligger i provinsen Provincia de Sevilla och regionen Andalusien, i den södra delen av landet, 300 km söder om huvudstaden Madrid. La Puebla de los Infantes ligger 222 meter över havet och antalet invånare är 3 301.
Terrängen runt La Puebla de los Infantes är lite kuperad. Runt La Puebla de los Infantes är det ganska glesbefolkat, med 43 invånare per kvadratkilometer. Närmaste större samhälle är Palma del Río, 13,0 km sydost om La Puebla de los Infantes. 